# Carausius crawangensis
Carausius crawangensis är en insektsart som först beskrevs av Haan 1842.  Carausius crawangensis ingår i släktet Carausius och familjen Phasmatidae. Inga underarter finns listade.